# Miguel Yanguas
Miguel Yanguas Díez (* 18. März 2002 in Motril, Spanien) ist ein spanischer Padelspieler. Er spielt auf der rechten  Seite neben Jorge Nieto.

## Sportliche Laufbahn
Er nahm im Jahr 2018 an der World Padel Tour teil und bestritt mit seinem Partner Álex Arroyo sein erstes Viertelfinale beim Challenger de Melilla. Er landete auf Platz 164 der Rangliste der World Padel Tour. Über die Jahre arbeitete er sich langsam in der Rangliste hoch. Im Jahr 2020 kam er fünf Mal ins Finale. Miguel Yanguas und Iván Ramírez sorgten für Aufsehen, als sie Maxi Sánchez und Tito Allemandi bei den Adeslas Madrid Open auf der World Padel Tour besiegten. Im Jahr 2024 wurde bekannt gegeben, dass er gemeinsam mit Javier Garrido bei den Turnieren der Premier Padel antreten wird. Seinen ersten Sieg in der Kategorie P2 im Premier Padel errang er jedoch zusammen mit Franco Stupaczuk. 2025 wechselte er den Partner, spielt zusammen mit Jorge Nieto und erreichte siebten Rang der Weltrangliste der FIP (International Padel Federation).

## Siege beim Premier Padel
| Nr. | Jahr | Turnier | Kategorie | Partner          | Gegner                       | Ergebnis  |
| --- | ---- | ------- | --------- | ---------------- | ---------------------------- | --------- |
| 1.  | 2024 | Gizeh   | P2        | Franco Stupaczuk | Lucas Bergamini Javi Garrido | 6:3, 7:62 |